# 三花莸
三花莸（学名：Schnabelia terniflora）为马鞭草科四棱草属下的一个种。下有变型短梗三花莸（Schnabelia terniflora f. brevipedunculata）。